# 恩里克·博尔哈
恩里克·博尔哈（西班牙語：Enrique Borja，1945年12月30日—），生于墨西哥城，墨西哥前男子足球运动员，司职前锋。他曾代表墨西哥国家队参加1966年和1970年国际足联世界杯。